# تیمچه حاج ملک
تیمچه حاج ملک مربوط به دوره قاجار است و در شهر سرآب، چهارراه ساعت واقع شده و این اثر در تاریخ ۵ تیر ۱۳۸۴ با شمارهٔ ثبت ۱۱۹۷۷ به‌عنوان یکی از آثار ملی ایران به ثبت رسیده است.
این تیمچه متعلق به برادران صادق، عسکر و مرتضی ملکی می باشد که بعد از فوت به فرزندانشان به ارث رسیده است.  
ورثه صادق ملکی: علی، اسماعیل، عشرت، باقر، ابراهیم، افسر، طاهره، اکبر ملکی
ورثه عسکر ملکی: احمد، حمید، هاشم و عفت ملکی
ورثه مرتضی ملکی: مجتبی، پرویز، حشمت، بتول، عصمت و عزیز ملکی 
این تیمچه همواره از نسلی به نسل دیگر منتقل شده و تا سال ۱۴۰۳ خورشیدی در تملک ورثۀ خانوادۀ ملکی است. 